# Tellinota edgari
Tellinota edgari är en musselart som först beskrevs av Tom Iredale 1915.  Tellinota edgari ingår i släktet Tellinota och familjen Tellinidae. Inga underarter finns listade i Catalogue of Life.